# Храм Самуила Пророка (Воронеж)
Храм пророка Самуила — православный храм в историческом центре Воронежа. Относится к Воронежской епархии. Однокупольный храм высотою 26,1 м выполнен в стиле барокко, основа — «корабль».

## История
Был построен в 1808 году при участии купца Самуила Никитича Мещерякова. Купца в народе называли Чугунным за его физическую силу. Рядом с храмом находится Вознесенское кладбище, в народе его называли Чугуновским по прозвищу купца-благодетеля.
Рядом с храмом Самуила Пророка располагался кладбищенский храм — Вознесенский (с двумя пределами во имя Святого апостола Иоанна Богослова и в честь Владимирской иконы Божией Матери). Церковь была выполнена из камня в классическом стиле, имела трехъярусную колокольню. Выстроен храм в 1808-1813 годах. Службы в нём шли исключительно летом, так как здание не отапливалось зимой. Но и Вознесенский, и во имя Самуила Пророка храмы обслуживались одними и теми же священниками, поэтому их всегда воспринимали как одно целое.
Чугуновское кладбище с XIX века самое крупное в Воронеже. Фактически оно имело несколько подразделений: справа располагались лютеранские захоронения (территория современного Телецентра), по центру располагалось военное кладбище (современная улица Третьего Интернационала), левее хоронили больных и арестантов (недалеко от городской тюрьмы).
В годы Советской власти храм теряет свою ценность. В 1929 году закрыт Вознесеновский храм, храм во имя Самуила Пророка в 1930 году превратился в трудовой дом для беспризорников, Чугуновское кладбище начали уничтожать в 1931 году. Во время Великой Отечественной войны здание храма было сильно повреждено. С 1943 по 1951 годы в стенах храма располагался стекольный завод. К концу 1950-х церковь фактически разобрали по кирпичику. В 1960 году на территории бывшего Чугуновского кладбища началось возведение спортивного комплекса «Юбилейный». В начале 1990-х гг. в полуразрушенных зданиях располагались мастерские художников и скульпторов.
Только в 1993 году храм был переведен в ведение Воронежской епархии. В настоящее время храм — это памятник воинам-пограничникам, павшим при защите рубежей Родины.
30 апреля 2016 года на храме были установлены 5 новых куполов синего цвета, а старый купол золотого цвета был демонтирован.